# アダムス触媒
アダムス触媒（アダムスしょくばい、Adams' catalyst）は酸化白金とも呼ばれる物質で、酸化白金(IV)水和物(PtO2-H2O)とも表記される。アダムス触媒は有機化学の分野で、水素添加や水素化分解の触媒として利用される。アダムス触媒は暗褐色の粉末で市販品が入手可能である。酸化物の状態では触媒としての活性は持たず、水素と処理して白金黒に変換したものが反応に利用される。

## 製法
アダムス触媒は塩化白金酸(H2PtCl6)または塩化白金酸アンモニウム((NH4)2PtCl6)を硝酸ナトリウムに溶融させて製造される。
V. Voorheesおよびロジャー・アダムス(Roger Adams)によって最初の製法が報告された。この方法では最初に硝酸白金錯体が生成し、二酸化窒素を放出する。
{\displaystyle {\ce {H2PtCl6\ + 6 NaNO3 -> Pt(NO3)4\ + 6NaCl(aq)\ + 2HNO3}}}
{\displaystyle {\ce {Pt(NO3)4\ -> PtO2\ + 4 NO2\ + O2s}}}
生成物は褐色泥状で、水で洗い流して硝酸塩を除去する。生成したアダムス触媒はすぐに利用しても乾燥させてデシケーター中で保管して後日使用しても良い。白金を回収する場合は王水に溶解させたのちアンモニアで処理して、塩化白金酸アンモニウムにする。

## 使用法
アダムス触媒は様々な利用方法が存在する。水素化、水素化分解、脱水素または酸化反応に利用される。水素化は立体的にはsyn付加で進行し、アルキンに適用するとcis-アルケンが生成する。あるいは重要な反応としては水素化によりニトロ化合物はアミノ体に、ケトンはアルコール体へと変換されることが知られている。特にニトロ化合物のアミノ体に還元する場合はパラジウム触媒に比べて水素化分解が少ないことが知られている。またアダムス触媒はフェニルリン酸エステルの水素化分解に利用され、この反応はパラジウム触媒では生じないことが知られている。反応系のpHは反応の進行に大きく影響するので、強い反応が必要な場合は酢酸溶液や、酢酸を添加した溶媒を用いて反応させる。

## 応用
アダムス触媒はさらに応用研究されて、コロイド状パラジウム、コロイド状白金あるいは白金黒のような有機化学の還元触媒を生みだした。コロイド状触媒はアダムス触媒よりも活性が強いが、生成物からの分離が難しくなった。それもあって分離の難点がない白金黒が広く利用されている。アダムスの言葉を借りると…
『...生徒に触媒還元を指示したときに時として問題が発生することがある。その様なときは白金黒を触媒に利用すると経験上うまくゆく。生徒によっては同じ手続きで触媒を活性化させても、活性化がうまくゆくのは時折で、何回やっても不活性なままのことがある。私は均一な触媒を得るための触媒前処理の条件について研究するつもりである。』

## 安全性
H2に曝した後のアダムス触媒には注意が必要である。生成した白金黒は発火性を有するので、乾燥させることは避け、酸素との接触も最小限にすべきである。

## 註・出典
1. ↑  Voorhees, V.; Adams, R. "The Use of the Oxides of Platinum for the Catalytic Reduction of Organic Compounds". J. Amer. Chem. Soc., (1922) 44, 1397-1405. doi:10.1021/ja01427a021
2. ↑  Adams, Roger (1928). “Platinum Catalyst for Reductions”. Organic Syntheses Ann. 8 (4):  92.
3. ↑  Hunt, LB (October 1962). “The Story of Adams' Catalyst: Platinum Oxide in Catalytic Reductions”. Platinum Metals Rev. 6 (4):  150–2.